# سونغ لام نغي أن
نادي سونغ لام نغي أن (بالفيتنامية:Câu lạc bộ bóng đá Sông Lam Nghệ An) هو نادي كرة قدم فيتنامي ومقره مدينة فينه. وهو حامل لقب الدوري الفيتنامي. يلعب الفريق حاليا مبارياته على ملعب فينه. تأسس النادي في عام 1979. وقد توج الفريق بطلا للدوري المحلي يوم 21 أغسطس 2011 وذالك للمرة الثالثة في تاريخه.

## وصلات خارجية
- الموقع الرسمي